# Holliday, Texas
Holliday là một thành phố thuộc quận Archer, tiểu bang Texas, Hoa Kỳ. Năm 2010, dân số của xã này là 1758 người.

## Dân số
- Dân số năm 2000: 1632 người.
- Dân số năm 2010: 1758 người.